# کنی رایت
کنی رایت (انگلیسی: Kenie Wright؛ زادهٔ ۱۴ اوت ۱۹۹۷) بازیکن فوتبال اهل ایالات متحده آمریکا است.
از باشگاه‌هایی که در آن بازی کرده‌است می‌توان به اسکای بلو اف‌سی اشاره کرد.